# Dansband

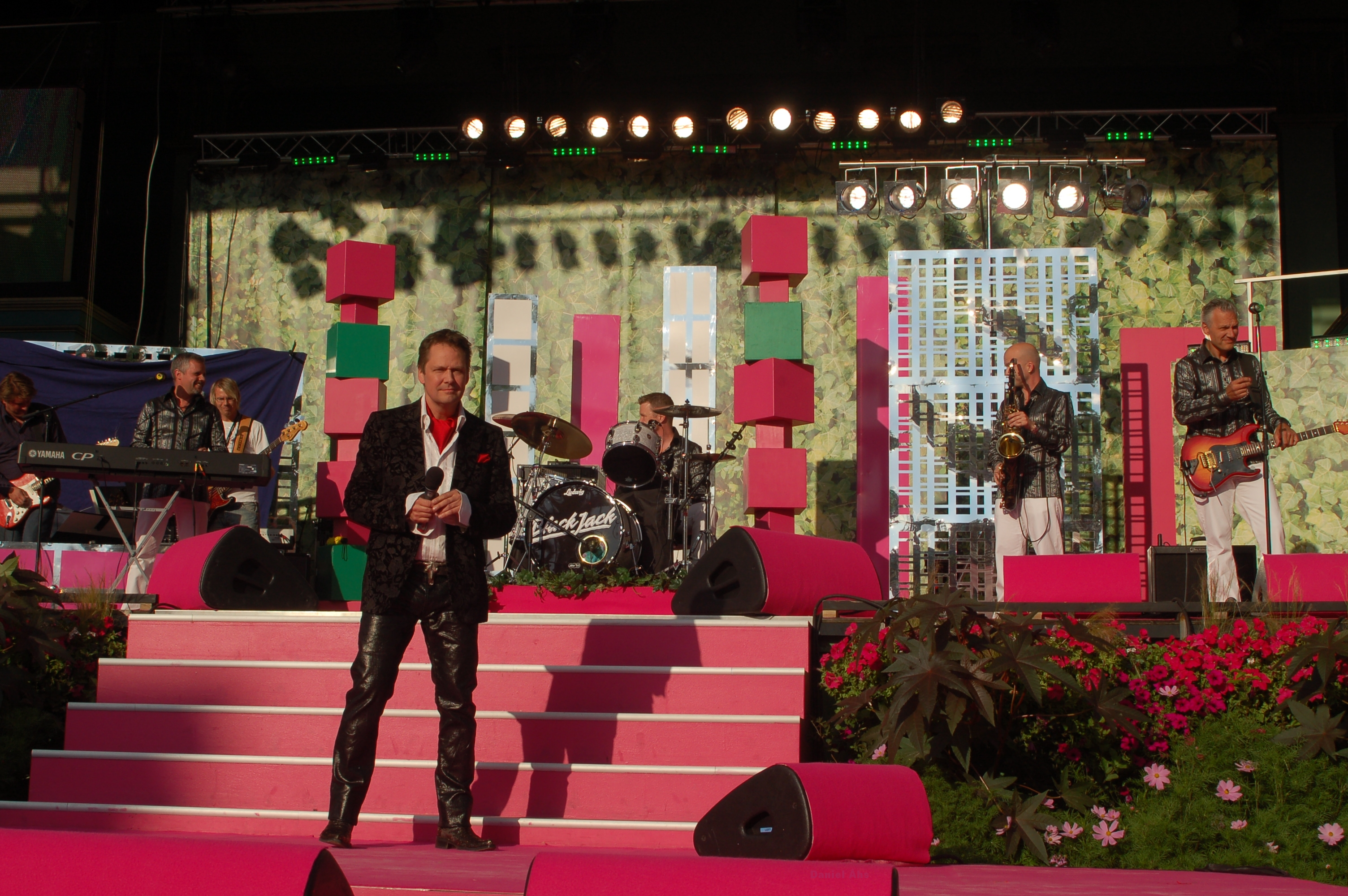
Black Jack medverkar i Sommarkrysset på Gröna Lund den 16 augusti 2008.

Ett dansband eller ett svensktoppsband en typ av musikgrupp som spelar populärmusik att dansa pardans till.
Till dansband dansas ofta bugg och foxtrot. Musiken kallas ofta dansbandsmusik och går ofta i 4/4-takt, med tydlig baktakt (som i rock) även kallat 12/8 takt. Även andra taktarter kan förekomma då vissa, särskilt äldre, dansband framför gammaldansmusik. Dansbandsmusiken är närmast besläktad med swing, "schlager" och country, ibland även gammaldans, jazz och rock. De dansband som har influenser från rock är det främst den rock som var populär under 1950- och 1960-talen. Begreppen "dansband" och "dansbandsmusik" myntades åren efter 1970, då denna musikstil började bli så pass enhetlig att den kunde betraktas som egen musikgenre inom svensk populärmusik. Dansbandsmusik är en företeelse som utvecklats mycket i Sverige, och som har spritts till länder som Danmark, Finland och Norge. Då dansbandsmusiken kom till Norge från Sverige kallades den i början "Svensktoppar". 
Bengt Eriksson menade i en artikel i LO-tidningen (2009) att dansbandsmusik som genre inte existerar, utan att dansband i stället spelar låtar ur olika genrer från populärmusiken.
Dansbandens dag firas den första söndagen i september varje år.

## Banden
De vanligaste instrumenten i ett dansband är elbas, elgitarr, keyboard och trummor. I äldre dansband var även dragspel (framför allt Wizex, Vikingarna, Lasse Stefanz, Trio me' Bumba och Sven-Ingvars) och saxofon (framför allt Ingmar Nordströms, Simons, Thorleifs, och Max Fenders) vanligt. Numera sköts dock ofta blås och stråk av syntar, särskilt vid livespelningar bland de "modernare" dansbanden. I mer countryinfluerade låtar kan även steelguitar förekomma. I Curt Haagers förekom även trumpet, mindre vanligt för dansband.
Ett dansband reser ofta runt i buss, och spelar ofta flera gånger i veckan året runt, utomhus om somrarna och inomhus vintrarna. Spelningen kan också ske ombord på en båt.
Flera dansband bär namn efter sin sångare, ibland avkortat, följt av ordet orkester. Denna tradition kommer från de gamla dansorkestrarna, vilka hade namn efter sin kapellmästare. Många gånger är "s" ersatta av "z" i slutet av bandnamnet inom dansbandsgenren. Traditionen med z i namnet uppstod när Folke Isaksson (1920–2011), känd folkparksföreståndare i Kristianstad, skulle skylta för Lasse Stefans. Då skyltningsbokstaven s tog slut satte Folke helt enkelt upp ett z istället för sista s'et och traditionen var startad. Vissa dansband bär namn efter tidigare medlemmar.

## Teman
Sångtexterna inom dansbandsmusiken är ofta ljust präglade, och handlar för det mesta om kärlek, vänskap och fred. Andra vanliga teman är dans. Sångtexterna kan också vara nationalromantiskt präglade och handla om till exempel gamla minnen från "förr i tiden", eller om naturen och hembygden. De dansbandstexter som handlar om kärlek påminner ofta om poptexterna, där sångens jag-person talar om att han/hon älskar sångens du-person, men har oftare även fokus på att åldras tillsammans, och leva ihop tills en av dem dör. Det norska dansbandet Ole Ivars har även, mycket genom humor, tagit upp en starkare samhällsbetoning.
Sångtexterna är oftast på svenska i Sverige och Finland och på norska i Norge. Många dansbandslåtar, från framför allt 1970- och 1980-talen, är översatta coverversioner från engelskspråkiga original inom främst country, pop och rock. Vanligt har också varit dansbandstappningar av gamla folkvisor och äldre sånger. Från 1990-talet och framåt minskade användandet av covermaterial.
Under 1990-talet slog konceptet med specifika "dansbandslåtskrivare" igenom, bland andra Lasse Holm, Gert Lengstrand och Torgny Söderberg. Länge skrev samma personer åt alla, men sedan började man skriva alltmer inom dansbanden.
Att skriva egna låtar i större mängd är annars ovanligt, bland undantagen finns bland andra Mona Gustafsson (Leif Bloms & Mona G:s orkester), Christer Ericsson (Lasse Stefanz) och Göran Lindberg (Matz Bladhs & Göran Lindbergs orkester).

## Historia

### 1970-talet: Dans i Folkets park

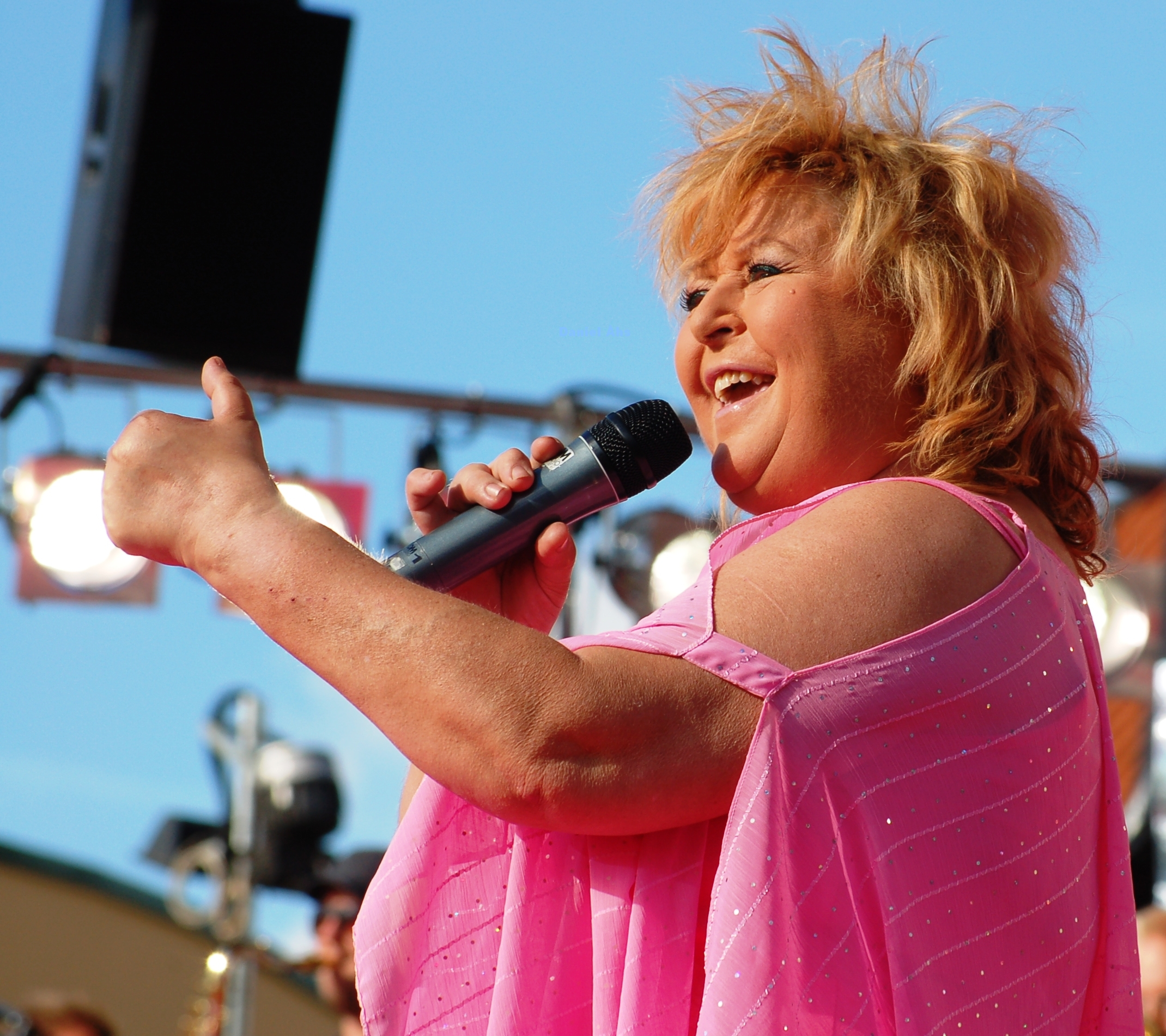
Kikki Danielsson slog igenom i Wizex under 1970-talet.

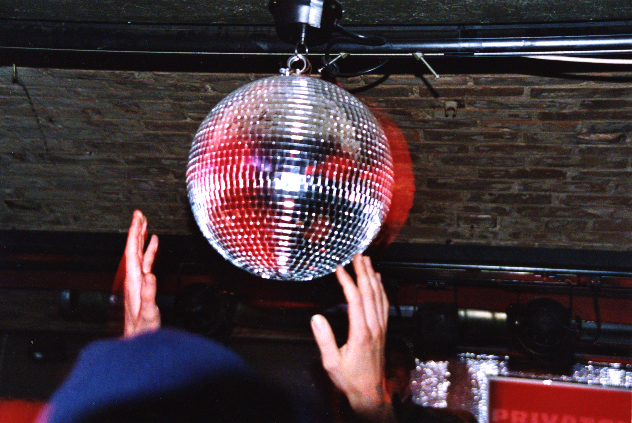
Från 1970-talets slut och fram till 1980-talets slut blev discomusik och diskotek en konkurrent till dansbanden i Sverige.

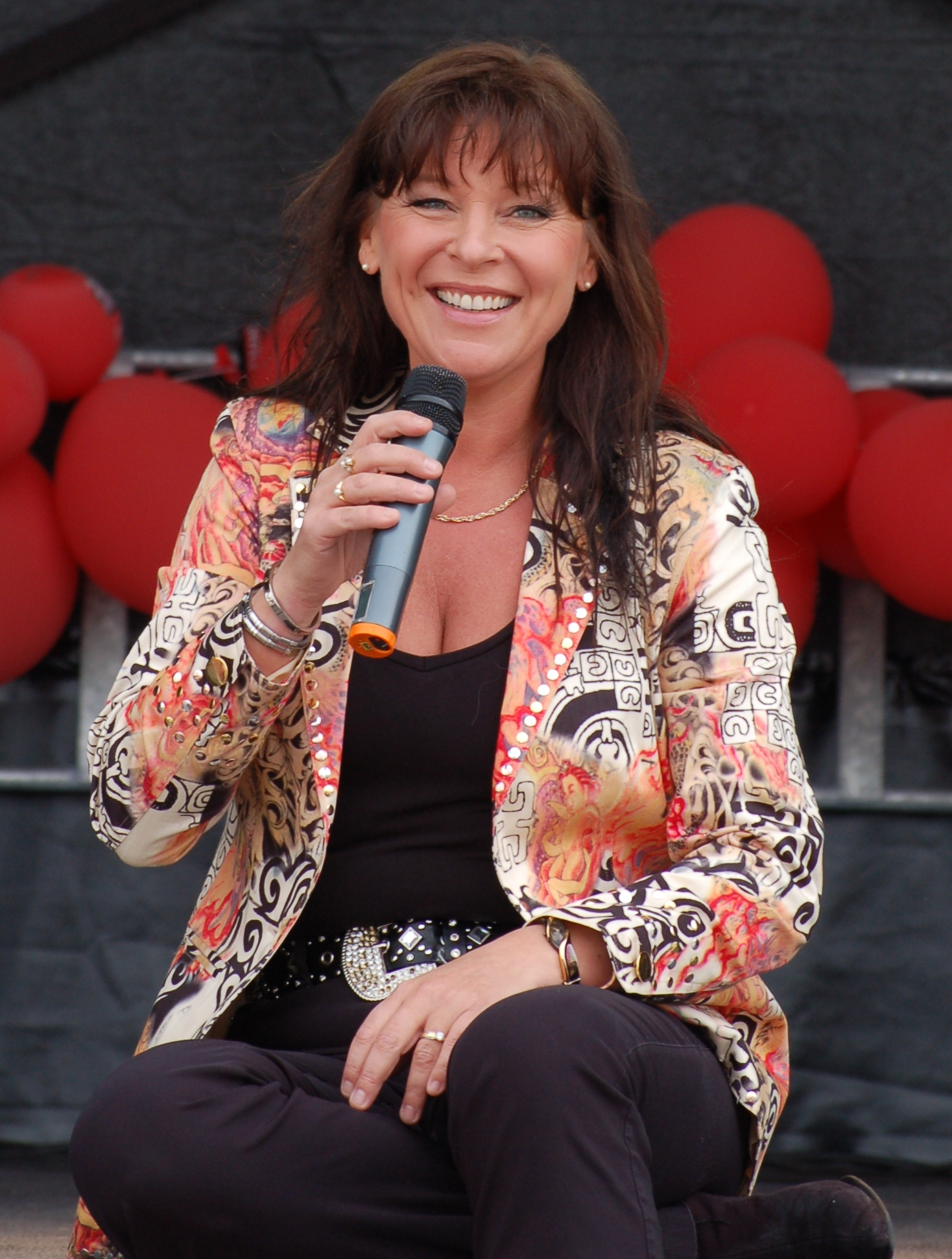
Lotta Engberg skördade stora dansbandsframgångar i Sverige under genrens "pånyttfödelse" mellan 1980-talets slut och 2000-talets början, först med dåvarande makens orkester och sedan med den egna.

Innan dansband blev vanligt brukade jazzorkestrar spela en "schlagerinriktad" dansmusik. Det sägs ibland att dansbandens utveckling beror på att intresset för jazzmusik avtog under 1950- och 1960-talen, då pop- och rockmusik blev den dominerande ungdomsmusiken. Många svenska dansband på den tiden gick under benämningen pop- och rockgrupp, för att senare benämnas Svensktoppsband.
Då dansbanden under 1970-talet ersatte de traditionella dansorkestrarna tog synthar över flera platser, främst stråkavdelning, då ett dansband oftast har färre medlemmar än en dansorkester. Ibland används dock fortfarande dansorkester eller bara orkester som synonym för nutida dansband.
Dansbandsmusikens storhetstid var 1970-talet, med band som Flamingokvintetten, Ingmar Nordströms, Thorleifs, Wizex, och Matz Bladhs. Banden spelade då oftast ute på dansbanorna i folkparkerna om somrarna, och inne i Folkets hus om vintrarna. Som mest har det i Sverige funnits kring 800 heltidsarbetande dansband, ett antal som i slutet av 1990-talet var ungefär 500.
Ordet "dansband" blev etablerat i Sverige 1976, vilket då skulle vara modernare och tuffare än de dansorkestrar som redan fanns, senare har många övergått till att kalla sig liveband.

### 1980-talet: Dans på båten, stadshotellet och tillbakagång för dansbanden under discoåren
Kring 1976–1977 började popgrupper som Abba, The Bee Gees och Boney M. med sin disco dominera på dansgolv och hitlistor. Vissa dansband, bland annat Sten & Stanley, försökte "vända kappan efter vinden" och spela discocovers på sin egen repertoar, samt följa discomodet vad gällde scenkläder. Oftast uteblev dock de större framgångarna, och man började tala om dansbandsdöden. Flera dansband lades ner, och nästan bara heltidsdansbanden kom att bestå. Under denna tid dominerade bland annat dansband som Matz Bladhs och Vikingarna. De spelade ofta på båtar och stadshotell, och de manliga medlemmarna brukade uppträda i kostym, vilket sedan länge blev en vanlig stereotyp för dansband. Dessa dansband fick hos många ungdomar en "töntstämpel". Under dessa år sattes även en standard för dansbandsmusikens sound.

### 1990-talet: I afton dans, pånyttfödelse och stark massmedial uppmärksamhet
I slutet av 1980-talet började discomusikens popularitet dala, vilket åter gav dansbanden mer utrymme. De började åter synas i media. Sveriges Radio började direktsända "I afton dans" från olika kända dansställen, caféprogram i Sveriges Television bjöd in dansband som husband. I början av 1990-talet hade Sven-Ingvars en ny stor popularitetsperiod.
1990-talet var ett framgångsrikt årtionde för dansbandsmusiken. De syntes ofta i Bingolotto, och många dansband fick hitlåtar på Svensktoppen. Samtidigt förändrades även musiken något, det blev vanligare att ha en kvinnlig sångare, och man talade ofta om dansbandsdrottning. Lotta Engberg hade framgångar i Norden och musiken hade ett sound bestående av flera "catchy" och pigga melodier, då hon var sångerska i Lotta & Anders Engbergs orkester. Andra framgångsrika band under denna tid var Candela (med Jenny Öhlund som sångerska) och Pools orkester (med Lisbet Jagedal som sångerska). Under slutet av 1990-talet och början av 2000-talets första decennium turnerade Vikingarna i Tyskland, och spelade även in album på tyska. Vikingarna var ett av de populärare dansbanden i Sverige före upplösningen 2004. Även Thorleifs började planera lansering i Tyskland. Dansbandsmusiken såg ut att ha en framtid i Kontinentaleuropa.
I början av 1990-talet hölls flera dansbandsgalor i anläggningar som Globen och Scandinavium där dåtidens stora dansband Vikingarna, Sten & Stanley, Lotta & Anders Engbergs orkester, Thorleifs, Sven-Ingvars och Curt Haagers spelade upp till dans. Så kallade supergrupper var verksamma, i konstellationer som Supertrion, Superfemman och Supersaxarna, med specialskrivna låtar eller coverversioner, och inspelningarna förlades till samlingar som gavs ut i samband med galorna, och dessa blev senare svåråtkomna tills skivbolaget Scranta under andra halvan av 2003 släppte dem på samlingen Superdans, med material från åren 1990–1994.
Under dessa år fick genren en ny stereotyp, med begreppet "dansbandsdrottning" som stereotypt symboliserades av en ung flicka i blommig klänning som var sångerska i framgångsrika band. Man brukar tala om att Sverige och Norge har varsin drottning ute i den lilla dansbandsvärlden.
I Sverige hade termen "dansbandsdrottning" historiskt sett ofta syftat på sångerskor som Kikki Danielsson som sångerska i Wizex under 1970-talet och början av 1980-talet, Lotta Engberg som sångerska i Lotta & Anders Engbergs orkester i slutet av 1980-talet och början av 1990-talet och Jenny Öhlund som sångerska i Candela i mitten av 1990-talet. Mot slutet av 1990-talet talade man ofta om Charlotte Nilsson, då sångerska i Anders Engbergs och Wizex.
I Norge har ofta Jenny Jenssen och Anne Nørdsti nämnts som dansebandsdronning.

### 2000-talet: Nedläggningar och minskat massmedialt intresse
Under början av 2000-talets första decennium började dock marknaden återigen att kärva. Denna tid hade, förutom minskad massmedial uppmärksamhet, präglats av att flera dansband lagts ner, och i den nyare generationens dansband har avhoppen och medlemsbytena blivit allt fler. Många av de program i Sveriges Radio och Sveriges Television som under 1990-talet uppmärksammat dansband tystnade till förmån för andra program, andra bytte inriktning till pop och rock. Samtidigt har allt fler nyare dansband börjat spela "tuffare", "popigare" och "rockigare". Detta har bland annat lett till att vissa ifrågasatt vad som är dansband och inte, särskilt då synthtrummor och synthsaxar används i vissa låtar, och stora delar av publiken står bredvid och klappar händerna som på pop/rockkonserter istället för att dansa.
I oktober år 2000 syntes turnébussar i färd mot Sveriges riksdag, då dansbanden demonstrerade mot den fulla momsen på dans som inte drabbade konserter.
I Norge, där dansbandsmusik från Sverige tidigare var populär, har intresset för lokala dansband ökat. Ett berömt dansband från Norge är Ole Ivars, vars duettinspelning av "Jag trodde änglarna fanns" med Kikki Danielsson 1999 blev en stor hit i Norge. Även låten "I mitt hjärta brinner lågan" spelades in av dessa. Några andra framgångsrika dansband från Norge är Amunds, Scandinavia och Trond Erics. Anne Nørdsti och Jenny Jenssen var i början av 2000-talets första decennium framgångsrika dansbandssångerskor i Norge. I mitten av 2005 beslöt det norska Stortinget att slopa dansbandsmomsen då dansen ansågs vara en kulturinsats. 2005 lades dock dansbandstävlingen Årets Dansebandmelodi i NRK ner.
Efter att dansbandsinslagen i radio och TV i Sverige minskat kraftigt i början av 2000-talet hävdade dansbanden i augusti 2007 att de diskriminerades då de menade att deras popularitet hela tiden kvarstått, samt att Sveriges Radio säger sig ha till uppgift att ha musikalisk bredd och särskilt om låtar framförda eller skrivna av svenskar. Dansbanden anmälde då Sveriges Radio till Granskningsnämnden för radio och TV i det massmedialt uppmärksammade så kallade Dansbandsupproret, som några dagar senare dock beslutade att inte ta upp fallet.

### Framtid

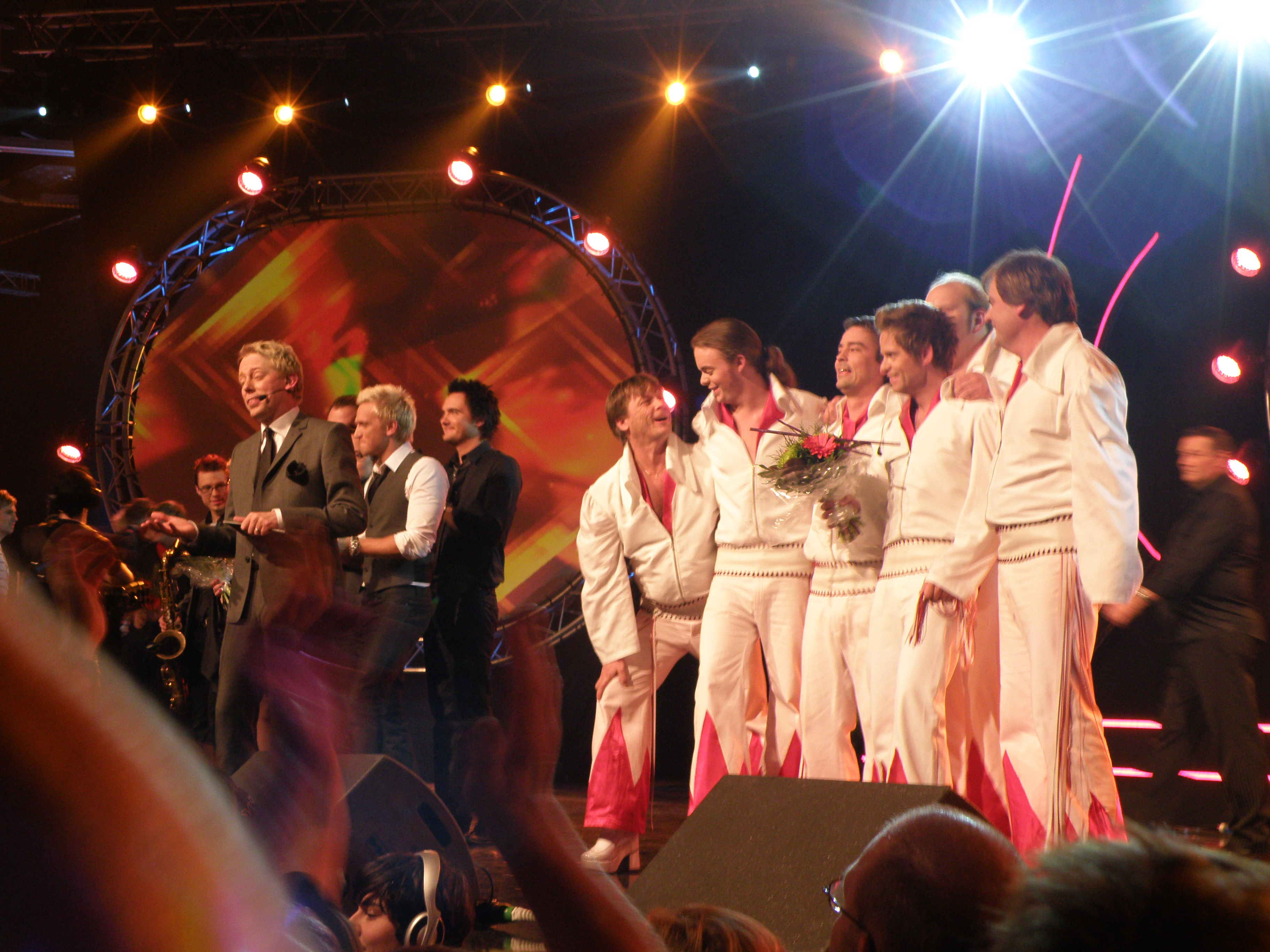
Dansbandskampen 2008: Till vänster Programledaren Peter Settman, bakom honom medlemmar ur Scotts, till höger Larz-Kristerz.

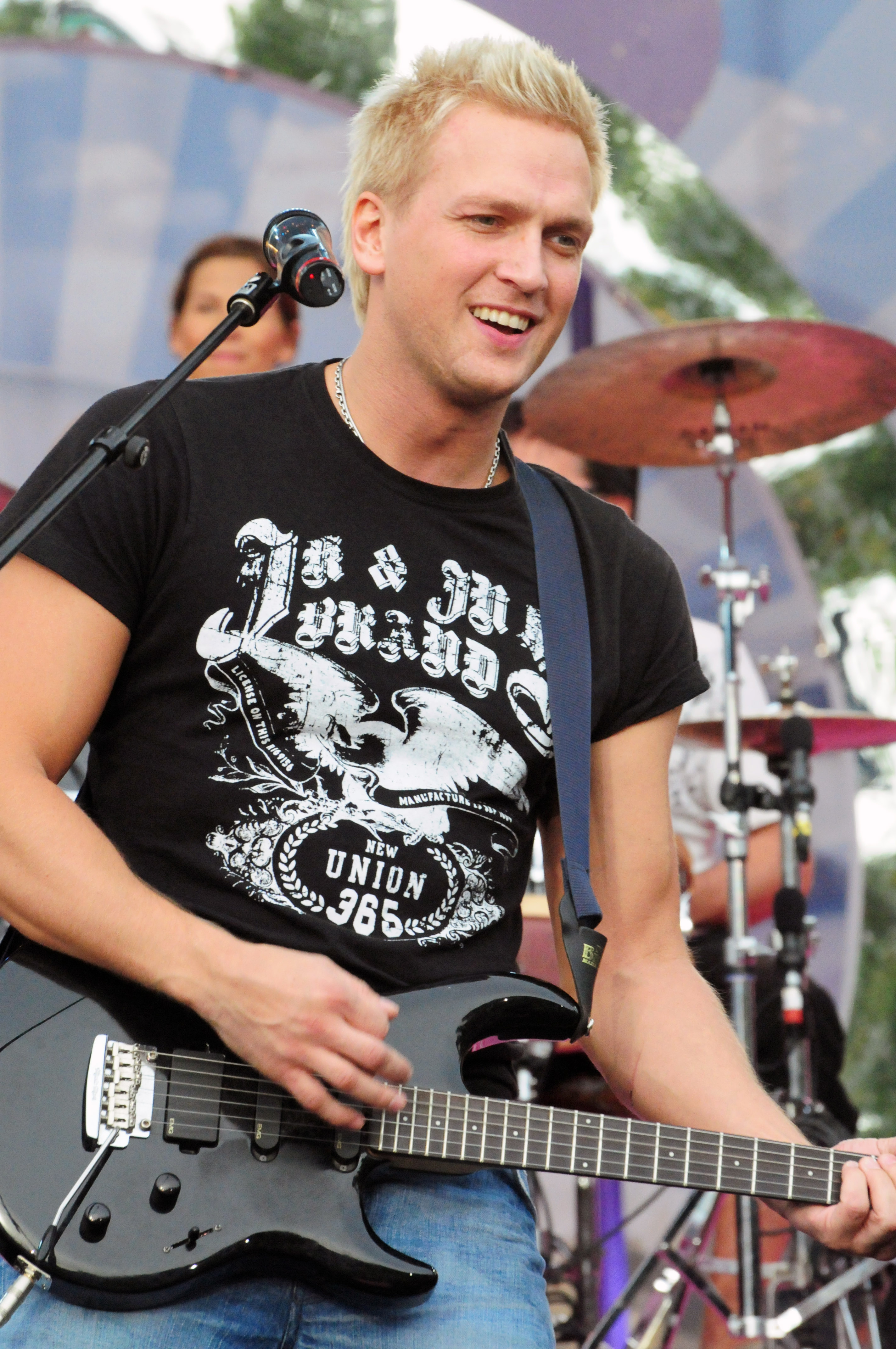
Henrik Strömberg, gitarrist och sångare i Scotts.

Många hoppas att dansbandsmusiken i framtiden kommer att vara ett minne blott, andra drar paralleller med pånyttfödelsen under åren efter discoboomens dagar. 2008 blev Lotta Engberg programledare för Bingolotto, och samma år fick Matz Bladhs medverka i programmet. I oktober samma år startade SVT tävlingen Dansbandskampen. Premiäråret 2008 segrade Larz-Kristerz före Scotts. Många såg detta som dansbandsgenrens "sista chans" att komma tillbaka igen. Den 4 maj 2011 meddelade SVT dock att Dansbandskampen läggs på is. och senare delen av året kom att präglas av flera orkesternerläggningar.
Vid tiden kring bandupplösningen 2004 hade Vikingarna toppat den svenska albumlistan med samlingsalbumet Bästa kramgoa låtarna. Både 2007 och 2008 lyckades Lasse Stefanz med albumen Vagabond respekvie Rallarsväng toppa den svenska albumlistan. I oktober 2008 lyckades Thorleifs med sitt album Förälskade knuffa ner Metallica från den svenska albumlistans förstaplats. Larz-Kristerz lyckades i februari 2009 också nå den svenska albumlistans förstaplats, med albumet Hem till dig, då man petade ner Bruce Springsteen, tidigare under samma månad var man singeletta i Sverige med Carina, och i oktober 2009 var Larz-Kristerz återigen albumetta i Sverige, med Om du vill. 2008–2009 hade även Scotts framgångar med albumen På vårt sätt och Längtan, vilka båda toppade den svenska albumlistan. Under tidigt 2010 toppade Playtones den svenska albumlistan med albumet Rock'n'Roll Dance Party, och i april samma år toppade Rolandz med Jajamen innan Lasse Stefanz i juni 2010 återigen var albumetta i Sverige, nu med Texas, och i juni–juli 2011 med Cuba Libre.

### Dansband i Melodifestivalen och Eurovision Song Contest
1977 vann melodin "Beatles", framförd av det svenska dansbandet Forbes, den svenska Melodifestivalen och placerade sig på 18:e och sista plats i Eurovision Song Contest 1977.
1987 vann melodin "Fyra Bugg & en Coca Cola" (omskriven till "Boogaloo" efter reklamkontroverser i texten), framförd av den svenska dansbandssångerskan Lotta Engberg den svenska Melodifestivalen och placerade sig på 12:e plats i Eurovision Song Contest 1987.
1993 vann melodin "Eloise", framförd av dansbandet Arvingarna, den svenska Melodifestivalen och slutade på sjunde plats i Eurovision Song Contest 1993. Arvingarna hade ett mer pop/rock-orienterat dansbandssound, och erhöll popularitet bland många tonåringar.
1999 framförde Wizex dåvarande sångerska Charlotte Nilsson sången "Tusen och en natt", engelska "Take Me to Your Heaven", som vann både den svenska Melodifestivalen och Eurovision Song Contest 1999.
I början av 2000-talet deltog ett annat dansband med stor popularitet bland ungdomar, Barbados, flera gånger i den svenska Melodifestivalen. Dock vann aldrig någon av deras låtar.
2001 vann melodin "Lyssna till ditt hjärta", framförd av dansbandet Friends, den svenska Melodifestivalen och slutade på femte plats i Eurovision Song Contest 2001.
2008 deltog det norska dansbandet Ole Ivars i Norsk Melodi Grand Prix, Norges uttagning till Eurovision Song Contest med bidraget Som i himmelen som slogs ut i finalens första omröstning.
Scotts och Thorleifs medverkade även i den svenska Melodifestivalen 2009 med melodierna Jag tror på oss och Sweet Kissin' in the Moonlight. Scotts låt åkte ur vid andra chansen, medan Thorleifs låt slogs ut från deltävling 4 i Malmö Arena den 28 februari 2009.
Highlights och MiSt medverkade i den svenska Melodifestivalen 2010 med Come And Get Me Now", som misslyckades med att ta sig vidare från deltävlingen i Malmö.
Lasse Stefanz medverkade i den svenska Melodifestivalen 2011 med En blick och nånting händer, som misslyckades med att ta sig vidare från deltävlingen i Malmö.

## Stilarna

### Historisk utveckling
Under 1980-talet delades dansbandsmusiken in i två kategorier: mogen och modern. Den "moderna" dansbandsmusiken var mer influerad av rockmusik än av "schlagermusik", och riktade sig mest till ungdomar. Mogenstilen vände sig oftast till äldre människor, spelade lite lugnare musik och hade även gammaldans som schottis, hambo och snoa. Under 1990-talet kom en ny dansbandsgeneration, som oftast var influerad av den "klassiska" mogenmusiken men hade ett "modernare" sound. Vissa, främst insatta, kallade denna som "fräschmogen". Bland dessa dansband återfanns Blender, Arvingarna, Candela, Joyride och Fernandoz.

### Geografiska och regionala skillnader
I olika delar av Sverige har dansbandsmusiken även olika stilriktningar. I trakterna kring Skåne är dansbandsmusiken ofta starkt influerad av countrymusik, och går ofta i ett långsammare tempo. I Mellansverige är bugg populärt, och den regionen kallas även "buggbältet", och från denna region kommer de flesta kända mogenbanden, som Vikingarna och Sven-Ingvars. I Norrland går dansbandsmusiken snabbare, och är ofta mer influerad av rockmusik. Norrländsk dansbandsmusik är den som brukar betraktas som modernast i sin stil. Många norrlänningar dansar gärna snabb foxtrot och även bugg.
Dansbandens popularitet beskrivs ofta som störst ute på landsbygden.

### Dansband i Finland
I Finland finns dansbandsmusiken i de svenskspråkiga områdena längs kusten, framförallt i Österbotten men också i Nyland, Åboland och på Åland. En pionjär är Stig Snickars, som uppträtt på dansbanor sedan 1959. Det i Sverige mest kända finlandssvenska dansbandet är Tommys som legat på Svensktoppen. Tidigare sångaren i Tommys, Hans Martin har också haft enorma framgångar med sina soloskivor i Sverige, och totalt sålt flera hundra tusen exemplar.
Finlandssvenske österbottningen Charles Plogman, med förflutet som sångare i Stig Snickars orkester, har med stor framgång förenat dansbandssoundet med mer traditionellt finskt vemod och blivit en av de mest populära schlagerartisterna i det finskspråkiga Finland.

## Dansband i media

### Internet och tidningar
Sedan 1992 har dansbandstidningen Får Jag Lov verkat med utgångspunkt i Karlskrona, sedan några år Malmö. Tidningen utkommer sex gånger per år och innefattar allt som rör dans, dansband samt trender inom ämnet. Från 1992 och fram till september 2005 var Michael Nystås dansbandskrönikör i Aftonbladet. Ingen ny tillträdde, då intresset för dansbandsmusiken inte längre ansågs vara lika stort som tidigare. Han återkom tillfälligt som tidningens bloggare och krönikör under SVT:s sändningar av Dansbandskampen 2008 och 2009. Sedan december 2004 bedriver Michael Nystås dock Dansbandsbloggen på Internet.
I svenskspråkiga Yle Vega i Finland sänds sedan många år tillbaka programmet Danspoppen, som kallas Dansbanan när programmet sänder konserter. Dansbanan har också funnits som tv-program i finlandssvenska kanalen FST5, med konserter av finlandssvenska dansband.

### Radio
Åren 1993–2002 dominerades Svensktoppen i Sveriges Radio mycket starkt av dansbandsmusik; och detta i samband med att programmet flyttat över från P3 till P4. I november 1999 beslutades att från 1 januari år 2000 att ändra inriktning, och göra programmet "popigare".
Då reglerna ändrades i januari 2003, och sånger på andra språk än svenska tilläts, började andelen dansbandslåtar på listan minska till förmån för övrig pop och rock.
På Trackslistan i Sveriges Radio P3 har dansbandsmusiken varit mindre vanlig, bland undantagen finns bland annat de "modernare" dansbanden Arvingarna, Barbados och Friends, samt Thorleifs då man 1996 låg på listan med hiphopgruppen Just D och låten Tre gringos.
Sedan 2 maj 2008 sänds det dansbandsinriktade programmet P4 Dans på söndagar med Thomas Deutgen som programledare, i P4, där intervjuer och dokumentärer varvas med liveframträdanden.

### TV
Dansband stod även för de dominerade musikinslagen i Bingolotto fram till Leif "Loket" Olsson avgick som programledare 1999. Efter 2003 har Bingolotto nästan bara haft större artister. Under 1980- och 1990-talen deltog många dansband även i så kallade caféprogram i TV. De flesta av dessa caféprogram har efter 1997 lagts ner. 2008 tog tidigare dansbandssångerskan Lotta Engberg över programledarskapet för Bingolotto, men musikutbudet förblev blandat.
2008 startade Sveriges Television Dansbandskampen, en musiktävling för dansband, vilken 2011 lades på is efter tre säsonger. 2016 startade TV4 Tack för dansen.

### Tävlingar, priser och utmärkelser
Åren 1992–2003 anordnades Svenska dansbandsmästerskapen. 1988 startades "Se & hörs meloditävling", en dansbandstävling som 1998 togs över av TV 4 och blev Dansbandslåten. Tävlingen hölls sista gången år 2000. År 2000 påbörjades utdelningen av ett annat dansbandspris, Guldklaven.

## Dansband och dansbandsmusik i populärkultur
- 1990 hade en film vid namn Black Jack, som utspelade sig i dansbandsmiljö, premiär. 2007 sändes en TV-serie vid namn Leende guldbruna ögon i Sveriges Television. Den 22 februari 2008 hade dokumentärfilmen Får jag lov - till den sista dansen? biopremiär.

## Kända dansband
- Sven-Erics 1965-
- Anders Engbergs 1994-2000
- Arvingarna 1989–
- Barbados 1992–2022
- Berth Idoffs 1955–2018
- Bhonus 1972–2012
- Black Jack 1991–
- Blender 2002-
- Boogart 1984–2006
- Candela 1984–2009
- Carina Jaarneks 1989–2016
- Casanovas 1989-
- Cool Candys 1950–1994
- Curt Haagers 1966–2006
- Dannys 1971–2011
- Date 1993–
- Donnez 2000–
- Drifters 1962–2020
- Elisas 2009–2016
- Excess Dansband 1992–
- Expanders 1987–
- Flamingokvintetten 1960-2022
- Fernandoz 1986–2024
- Friends 1999-2002
- Grönwalls 1991-
- Hedez 1994-2002
- Helene o gänget 1990-2002
- Highlight 2004-
- Hjältarna 1998-2002
- Ingmar Nordströms 1955–1991
- Jannez 1976–2023
- Jenny Saléns 2003–
- Jigs 1966–1992
- Joyride 1991-2007
- Kellys 1972–2002
- Kikki Danielssons 1996–
- Kjell Roos band (tidigare "Roosarna") 1966–
- Kindbergs 1986-2017
- Lasse Stefanz 1967–
- Leif Bloms 1956–1995
- Lotta Engbergs 1994-2002
- Martinez 1976–
- Mats Bergmans 1973–2020
- Matz Bladhs 1969–
- Nick Borgens orkester 1990-2003
- Ole Ivars 1964–
- Perikles 1974–
- Sannex 1979–
- Schytts 1962–
- Scotts 1992–
- Seastars 1976–
- Stefan Borsch orkester 1989–1993
- Sten & Stanley 1962–
- Streaplers 1959–
- Sven-Ingvars 1956–
- Säwes 1973–1987
- Thor Görans 1976–2006
- Thorleifs 1962–2012
- Titanix 1979–
- Tonix 1967–2010
- Tommys, från Finland 1980–
- Vikingarna 1958–2004 2016 - 2024
- Xplays 2010-2024
- Wizex 1957–
- Wahlströms 1985-
- Yngve Forssélls orkester 1946–1982

### Fotnoter
1. ↑  LO-tidningen 13 september 2009 - De sista ljuva åren
2. ↑  ”1970-talet | Lasse Stefanz”. www.lassestefanz.se. http://www.lassestefanz.se/om-lasse-stefanz/1970-talet/. Läst 27 september 2017.
3. ↑  Livets band, Leif Eriksson och Martin Bogren, Prisma 2008, sidan 65–68 - Ett eget skrå
4. ↑  Livets band, Leif Eriksson och Martin Bogren, Prisma 2008, sidan 76 - Diskofällan
5. ↑  Lars-Olof Nyström 16 augusti 1999 - Why Sex?: Om den gryende europamarknaden för svensk dansbandsmusik
6. ↑  Aftonbladet 6 april 2004 - Giganterna ges ut på nytt
7. ↑  Livets band, Leif Eriksson och Martin Bogren, Prisma 2008, sidan 82 - Momseländet
8. ↑  Dansradion 6 oktober 2005 - Årets Dansebandmelodi läggs ner i Norge[död länk]
9. ↑  ”Svenska Dagbladet”. 4 maj 2011. Arkiverad från originalet den 7 maj 2011. https://web.archive.org/web/20110507004323/http://www.svd.se/kultur/dansbandskampen-laggs-pa-is_6137689.svd. Läst 4 januari 2012.
10. ↑  ”Dansbands-Jimmy”. 1 januari 2012. Arkiverad från originalet den 25 maj 2012. https://archive.is/20120525083647/http://www.dansbandsjimmy.se/2012/01/arskronikan-2011-den-svarta-hosten.html. Läst 4 januari 2012.
11. ↑  Microsoft Encarta Uppslagsverk 2001, Dansband
12. ↑  ”Svenska Dagbladet”. 19 december 2008. http://www.svd.se/kultur/litteratur/starka-band-till-folket_2224609.svd. Läst 10 juni 2011.
13. ↑  Aftonbladet 20 november 1999 - Uppror mot P4:s ändringar
14. ↑  Sydsvenskan 15 april 2006 - Allt färre dansband i svängen